# NGC 1746
NGC 1746 is een groep sterren in het sterrenbeeld Stier. Het hemelobject werd op 8 januari 1828 ontdekt door de Britse astronoom John Herschel. Vroeger werd het als een open sterrenhoop beschouwd, maar men heeft gevonden dat de leden niet op dezelfde afstand staan en het dus een asterisme is. 

## Synoniemen
- OCL 452